# Percujove

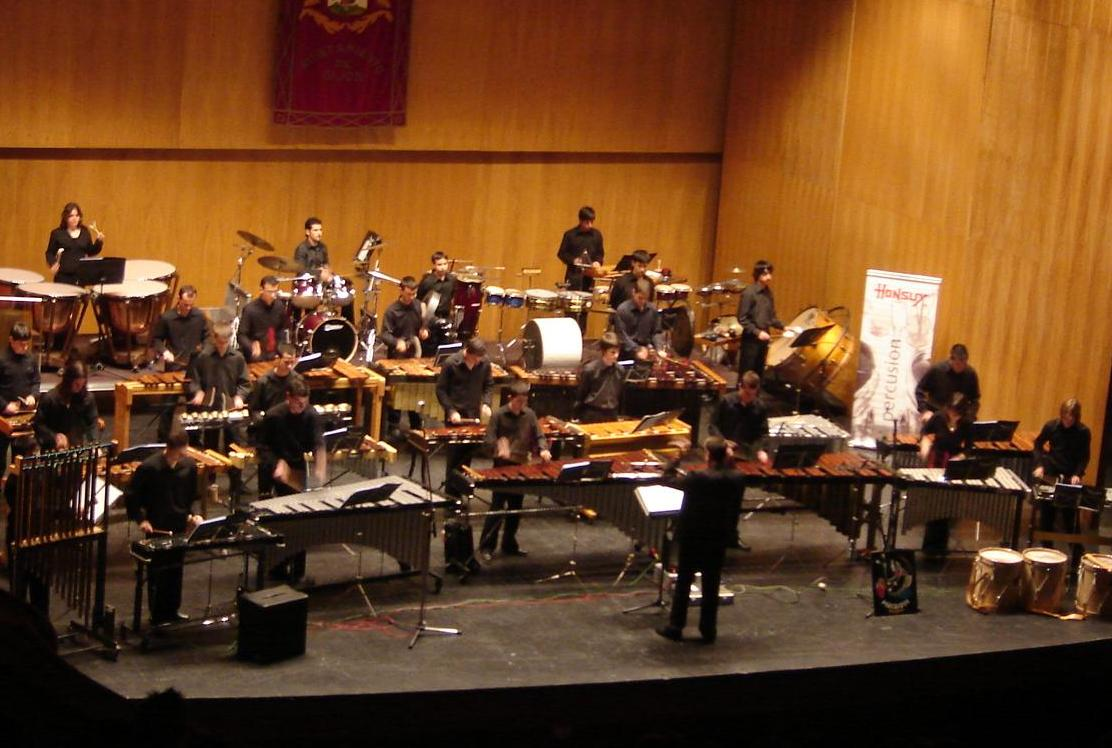
Concierto en el Teatro Jovellanos de Gijón, abril de 2006.

Percujove era una joven orquesta española constituida exclusivamente por instrumentos de percusión.

## Historia
Estaba integrada por 25 jóvenes músicos valencianos, con edades, entre los 14 y 27 años, alumnos y exalumnos del Conservatorio Municipal de Música “José Iturbi”, que querían, a través de su música, conocer y darse a conocer en Europa. "Percujove" era probablemente el único grupo de este tipo del ámbito musical valenciano y nacional. Sus componentes formaban parte además de la banda y orquesta sinfónica del conservatorio, así como de otras bandas y orquestas valencianas.
Normalmente en las bandas y orquestas clásicas, la percusión ocupa un lugar secundario, tanto física como musicalmente hablando. En este caso la percusión acaparaba todo el protagonismo: melodía, acompañamiento, y sobre todo ritmo: todos los papeles estaban adaptados a los instrumentos de láminas y parche.

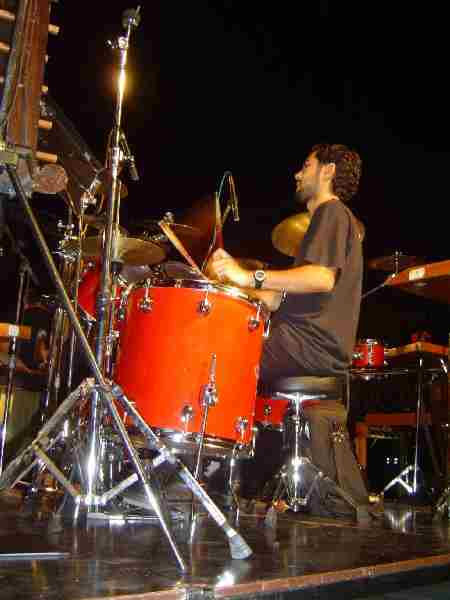
Sergi Aparisi a la batería en el concierto del 26 de julio de 2006 en Figueras (Gerona).

## Repertorio
Sus actuaciones se caracterizaban por la búsqueda de un estilo propio, basado en adaptaciones y arreglos de obras, tanto del repertorio clásico como del popular y actual. Del barroco al blues, del vals al foxtrot, pasando por el pasodoble, la samba o la zarzuela,... todos los estilos y épocas musicales se daban cita en su repertorio.
El resultado era sorprendente, gracias a la riqueza armónica de los instrumentos de láminas (marimba, xilófono, lira, vibráfono,...), acompañados de la fuerza característica del resto de instrumentos de percusión.
Formaban parte de su repertorio obras tanto de Brahms, Bach, Jachaturián, Tárrega o Falla, como de Rafael Hernández, Alice Gomez, George H. Green, Hans Zimmer o Jared Spears. Las adaptaciones y la dirección musical del grupo corría a cargo de Salvador Pelejero, profesor titular del Conservatorio "José Iturbi" de Valencia.

## Conciertos
Este joven grupo inició su actividad, como otros tantos grupos de conservatorio, a través de audiciones escolares y de fin de curso, pero la originalidad de sus conciertos les hicieron entrar a formar parte muy pronto de la oferta cultural de su comunidad.
Además de en la Comunidad Valenciana, "Percujove" ofreció conciertos en Figueras, Montpellier, Lyon, Bruselas, Oslo, Copenhague y otras ciudades de España, Alemania, Francia, Holanda, Bélgica, Polonia, Eslovenia, Eslovaquia, Hungría, Noruega y Dinamarca...
También participó en el 14.º Festival des Musiques d'Ici et d'Ailleurs celebrado en Châlons-en-Champagne (Francia), el 11.º Festival de Musique en Vacances de La Ciotat (Francia), la 8.ª Setmana Internacional de la Música de Denia, el 11.º Esbjerg Festuge Festival en Esbjerg (Dinamarca), la Internasjornale Rytme & Dans Fest 2007 de Homborsund-Grimstad (Noruega), el 43.er Győr Summer - International Cultural Festival (Hungría), el Summer Festival Velenje 2008 (Eslovenia), el Pohoda Festival 2008 y 2009 en Trenčín (Eslovaquia), el Lipcowy Music Fest 2008 y 2009 en Katowice (Polonia), 34 edición del Verano Cultural de Bratislava, 15.ª edición del prestigioso festival de música clásica Christopher Summer Festival (enlace roto disponible en Internet Archive; véase el historial, la primera versión y la última). de Vilna (Lituania), 3.er International Arts Festival 2009 en Mazeikiai (Lituania), 8.º Dainava Music Land festival 2009 en Alytus (Lituania), etc..
"Percujove" actuó también en lugares tan singulares como el parlamento europeo de Estrasburgo y la Agencia Espacial Europea (ESA) en Noordwijk (Países Bajos).
También ofrecía conciertos para escolares y educativos, como los celebrados en el Teatro Jovellanos de Gijón (Asturias) y en el Palacio de Festivales de Cantabria (programación "El Palacio con los niños"), los celebrados en las escuelas Kastellet Skole y Eide Oppvekstsenter Skole de Noruega y los Gymnasium de Passau y Eckental (Alemania), o los celebrados en colaboración con las Juventudes Musicales de Almuñécar (Granada), el Conservatorio de Tarragona, la Escuela de Música de Salou y las Concejalías de Educación y Juventud del Ayuntamiento de Valencia
Todos los años, en el mes de julio, Percujove realizaba una gira por Europa, en la que ofrecía conciertos de forma gratuita, a cambio de alojamiento y comida, o de intercambios con otros grupos juveniles europeos, permitiendo así a sus componentes el intercambio de conocimientos y de culturas.

## Componentes del grupo

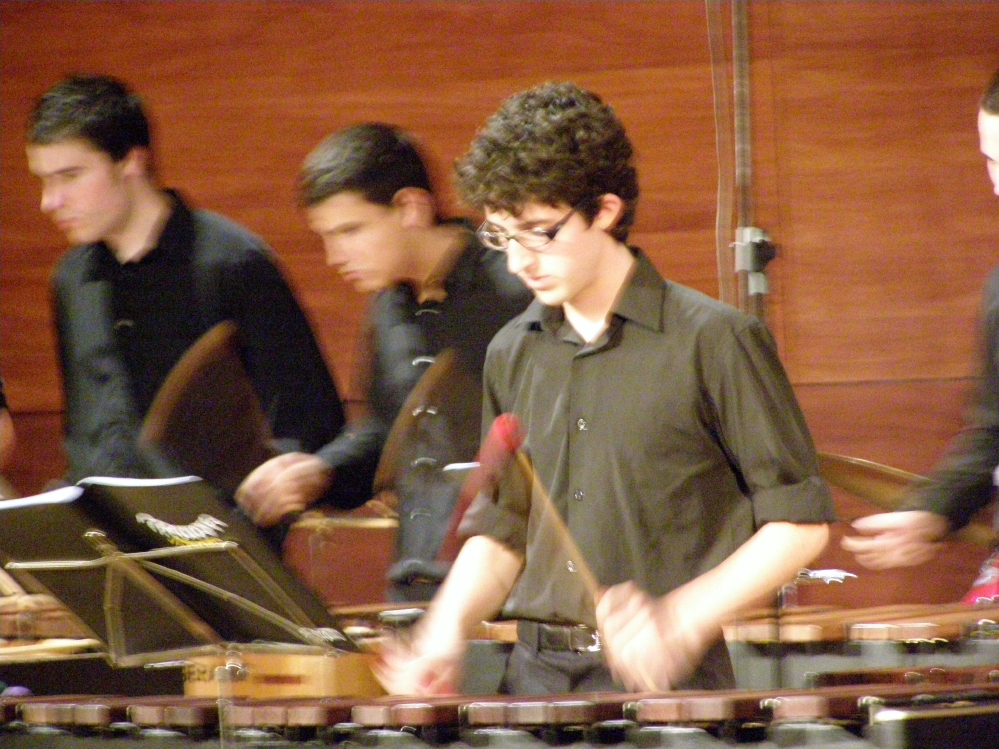
Pablo Sánchez a la marimba en el concierto del 30 de junio de 2007 en Valencia.

Formaron parte en algún momento de este grupo Joaquín Trives, Alberto Rubio, Damián Sánchez, Pablo Martínez, Vicent Marín, Rafael Martínez, Pablo Sánchez, Juan Valle, Xaloc Marí, Josep Blai, Gemma Calatayud, Alejandro Lorente, Álvaro Rodríguez, Fernando Lorente, Sergi Aparisi, Chimo Sayas, Ana Escuin, Laura Barco, Jaime Pitarch, César Morón, Luis Mogino, Pau Ferrer, Juan Ángel Benavent, Joan Andreu Quiles, Marcos Morales, Adriá Linares, Aurora Martínez, Vicente Daniel Gallego, Gabriel Luna, Amparo Sabater, Eduardo Blasco, Nize Mesquita, Pablo Pinós, Fran Amado, Silvia Navarro y Mireia Simón.

## Director

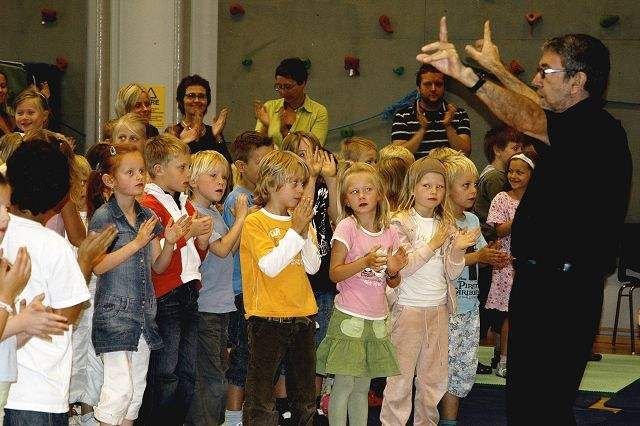
Salvador Pelejero dirige a escolares. Concierto en la Kastellet Skole de Oslo (Noruega), agosto de 2007.

Su director, Salvador Pelejero Cerdá, era profesor titular de percusión del Conservatorio “José Iturbi” de Valencia desde 1988, aunque ya desde el año 82 ejercía la docencia en las escuelas municipales de Chirivella donde creó y dirigió hasta la clausura de las mismas la “Coral y Orquesta de Percusión de San José de Xirivella”.
Salvador Pelejero Cerdá ha elaborado y publicado sus propios métodos para los diversos instrumentos que constituyen la percusión, que a su vez se han convertido en una referencia en la enseñanza en distintos conservatorios.
Asimismo ha estudiado y construido todos los instrumentos de percusión imaginables: marimba, campagnolo,... trasmitiendo a sus alumnos esa afición y experiencia.
Sobre el año 2000 creó, y dirigió desde entonces, este grupo de percusión que después se conoció con el nombre de “Percujove”, siendo a su vez el autor de las adaptaciones y arreglos de todas las obras de su repertorio.